# گردشدگی

گردشدگی ISO مربع است ، در حالی که گردشدگی هشت ضلعی است

گردشدگی (به انگلیسی: Roundness) میزان نزدیکی شکل یک جسم به دایره کامل ریاضی است. گردشدگی در دو بعد اعمال می‌شود، مانند دایره‌های سطح مقطع در امتداد یک جسم استوانه‌ای مانند یک شفت یا یک غلتک استوانه‌ای برای یاتاقان. در ابعاد هندسی و تلرانس ، کنترل یک استوانه می‌تواند شامل وفاداری آن به محور طولی و استوانه‌ای بودن باشد. آنالوگ گردشدگی در سه بعد (یعنی برای کرهها) کروی است.
در زمین‌شناسی و مطالعه رسوبات (جایی که ذرات سه بعدی بیشترین اهمیت را دارند)، گردشدگی به عنوان اندازه‌گیری زبری سطح در نظر گرفته می‌شود و شکل کلی با گوی‌شدگی توصیف می‌شود.
تعریف ISO از گردشدگی، نسبت شعاع دایرههای محاطی شده و محاط شده‌است، یعنی حداکثر و حداقل اندازه برای دایره‌هایی که برای قرار گرفتن در داخل و محصور کردن شکل کافی است.